# قرة درق عليا دو
قرة درق عليا دو هي قرية في مقاطعة كليبر، إيران. عدد سكان هذه القرية هو 26 في سنة 2006.